# Georges Hatot
Georges Alphonse Hatot (Parigi, 22 dicembre 1876 – Parigi, 11 agosto 1959) è stato un regista e sceneggiatore francese.

## Biografia
Ha iniziato la sua carriera all'Hippodrome Theatre. Nel 1896, ha prodotto il primo di una lunga serie di film comici e drammatici come Néron essayant des poisons sur des esclaves. I suoi film drammatici si ispirano a personaggi famosi come: l'assassinio del duca di Guisa e la morte di Robespierre. Fino al 1901 ha girato per Lumière e Pathé, nel 1906 è entrato a far parte della Société Française des Films Éclair, di cui ha curato la sceneggiatura della serie cinematografica Nick Carter, le roi des détectives.

## Filmografia
- Néron essayant des poisons sur des esclaves (1896)
- Le cocher endormi (1897)
- Débarquement d'une mouche (1897)
- Pierrot et le fantôme (1897)
- Pierrot et la mouche (1897)
- Mort de Marat (1897)
- Le rémouleur et l'assiette au noir, co-regia di Louis Lumière (1897)
- Le marchand de marrons (1897)
- La nourrice et le soldat amoureux (1897)
- La mort de Robespierre (1897)
- La danseuse de corde (1897)
- L'ivrogne (1897)
- L'Assassinat du duc de Guise (1897)
- L'amoureux dans le sac (1897)
- Jongleur, le bilboquet (1897)
- Jean qui pleure et Jean qui rit, co-regia di Louis Lumière (1897)
- Dentiste (1897)
- Assassinat de Kleber (1897)
- Poursuite de cambrioleurs sur les toits (1898)
- Les métamorphoses de Satan, co-regia di Gaston Breteau (1898)
- La Vie et la Passion de Jésus-Christ, co-regia di Louis Lumière (1898)
- Exécution de Jeanne d'Arc (1898)
- La servante de bains indiscrète (1902)
- Le jugement de Pâris (1902)
- Courage de mari (1903)
- L'envers de théâtre (1905)
- Dix femmes pour un mari, co-regia di Lucien Nonguet, Lucien Nonguet e Ferdinand Zecca (1905)
- Les farces de Toto Gâte-Sauce (1905)
- Voilà mon mari (1906)
- La course à la perruque, co-regia di André Heuzé (1906)
- Boireau déménage (1906)
- Trois sous de poireaux (1906)
- Chiens contrebandiers (1906)
- Le billet de faveur (1906)
- Les débuts d'un chauffeur (1906)
- La fête à Joséphine (1906)
- Les mésaventures d'un cycliste myope (1907)
- La course des tonneaux (1907)
- Les chiens ambulanciers (1908)
- Cache-toi dans l'armoire (1909)
- The Magnetic Squirt (1909)
- La reconnaissance de l'Arabe, co-regia di Victorin-Hippolyte Jasset (1910)
- L'enseveli de Tebesa, co-regia di Victorin-Hippolyte Jasset (1910)
- Dans les ruines de Carthage, co-regia di Victorin-Hippolyte Jasset (1910)
- La résurrection de Lazare, co-regia di Victorin-Hippolyte Jasset (1910)
- Ginhara ou Fidèle jusqu'à la mort, co-regia di Victorin-Hippolyte Jasset (1910)
- La fleur de mort, co-regia di Victorin-Hippolyte Jasset (1910)
- Hérodiade, co-regia di Victorin-Hippolyte Jasset (1910)
- La loupiote (1922)